# Eleazario da Sabrano
Ne doit pas être confondu avec Elzéar de Sabran ou Elzéar de Sabran (écrivain).
Elzéar de Sabran, en italien Eleazario da Sabrano, le cardinal de Chieti (né à Ariano en Campanie, Italie,  vers 1330,  et mort à Rome, le 25 août  1379 ou le  8 août 1381) est un cardinal italien du XIVe siècle. Il est membre de la maison de Sabran en Provence.

## Biographie
Eleazario da Sabrano est clerc d'Ariano. Il est élu archevêque de Chieti en 1373, mais il est chassé par la reine Jeanne Ire de Naples, parce qu'il est supporteur du pape Urbain VI.
Il est créé cardinal par le pape Urbain VI lors du consistoire du 18 septembre 1378. Il est pénitencier majeur à partir de 1378.